# Chișla-Nedjimeni, Chelmenți
Chișla-Nedjimeni, întâlnit și sub forma Oselivca sau Chiselița (între 1942-1944) (în ucraineană Оселівка, transliterat Oselivka) este un sat reședință de comună în raionul Chelmenți din regiunea Cernăuți (Ucraina). Are 985 locuitori, preponderent ucraineni.
Satul este situat la o altitudine de 189 metri, în partea de vest a raionului Chelmenți, pe malul râului Nistru. De această comună depinde administrativ satul Crocva.

## Istorie
Localitatea Chișla-Nedjimeni a făcut parte încă de la înființare din Ținutul Hotinului a regiunii istorice Basarabia a Principatului Moldovei, numindu-se inițial Câșla lui Nedjim. Denumirea localității își are originea în ocuparea acestui teritoriu moldovenesc de către armata otomană. Câșla (care în limba rusă ar fi chișla) este un termen care se traduce prin tabără militară, denumirea satului traducându-se astfel ca Tabăra lui Nedjim.
Prin Tratatul de pace de la București, semnat pe 16/28 mai 1812, între Imperiul Rus și Imperiul Otoman, la încheierea războiului ruso-turc din 1806 – 1812, Rusia a ocupat teritoriul de est al Moldovei dintre Prut și Nistru, pe care l-a alăturat Ținutului Hotin și Basarabiei/Bugeacului luate de la Turci, denumind ansamblul Basarabia (în 1813) și transformându-l într-o gubernie împărțită în zece ținuturi (Hotin, Soroca, Bălți, Orhei, Lăpușna, Tighina, Cahul, Bolgrad, Chilia și Cetatea Albă, capitala guberniei fiind stabilită la Chișinău). 
La începutul secolului al XIX-lea, conform recensământului efectuat de către autoritățile țariste în anul 1817, satul Chișla-Nedjimeni (denumirea rusificată a satului Câșla lui Nedjim) făcea parte din Ocolul Nistrului de sus a Ținutului Hotin . 
După Unirea Basarabiei cu România la 27 martie 1918, satul Chișla-Nedjimeni a făcut parte din componența României, în Plasa Chelmenți a județului Hotin. Pe atunci, majoritatea populației era formată din ucraineni. 
Ca urmare a Pactului Ribbentrop-Molotov (1939), Basarabia, Bucovina de Nord și Ținutul Herța au fost anexate de către URSS la 28 iunie 1940. După ce Basarabia a fost ocupată de sovietici, Stalin a dezmembrat-o în trei părți. Astfel, la 2 august 1940, a fost înființată RSS Moldovenească, iar părțile de sud (județele românești Cetatea Albă și Ismail) și de nord (județul Hotin) ale Basarabiei, precum și nordul Bucovinei și Ținutul Herța au fost alipite RSS Ucrainene. La 7 august 1940, a fost creată regiunea Cernăuți, prin alipirea părții de nord a Bucovinei cu Ținutul Herța și cu cea mai mare parte a județului Hotin din Basarabia .
În perioada 1941-1944, toate teritoriile anexate anterior de URSS au reintrat în componența României. Apoi, cele trei teritorii au fost reocupate de către URSS în anul 1944 și integrate în componența RSS Ucrainene, conform organizării teritoriale făcute de Stalin după anexarea din 1940, când Basarabia a fost ruptă în trei părți. 
În anul 1946, autoritățile sovietice au schimbat denumirea satului din cea de Chișla-Nedjimeni (în ucraineană Кишло Неджімове) în cea de Oselivca (în ucraineană Оселівка).
Începând din anul 1991, satul Chișla-Nedjimeni face parte din raionul Chelmenți al regiunii Cernăuți din cadrul Ucrainei independente. Conform recensământului din 1989, numărul locuitorilor care s-au declarat români plus moldoveni era de 2 (1+1), reprezentând 0,17% din populație . În prezent, satul are 985 locuitori, preponderent ucraineni.

## Demografie
Componența lingvistică a localității Chișla-Nedjimeni
     Ucraineană (99,59%)
     Alte limbi (0,4%)
Conform recensământului din 2001, majoritatea populației localității Chișla-Nedjimeni era vorbitoare de ucraineană (99,59%), existând în minoritate și vorbitori de alte limbi.
1930: 1.661 (recensământ)
1989: 1.165 (recensământ)
2007: 985 (estimare)

## Obiective turistice
- Biserica cu hramul "Sf. Mihail" - construită în anul 1992 [8]